# Gula (Gottheit)
Gula ist eine akkadische Heilsgöttin. Sie ist durch ihre spätere Gleichsetzung mit Baba die Gemahlin von Ninurta. Ihr Symboltier war der Hund. Gula waren jeweils der 9. und 10. Tag eines Monats geweiht. Seit der ersten Hälfte des 2. Jahrtausends v. Chr. wurde sie außer mit Baba auch mit Nin’insina gleichgesetzt.

## Titel
- Belit'ili, Königin der Götter[2]
- Große Herrin[3]
- Mitleidige Mutter, die im reinen Himmel (Excelsior) wohnt[3]
- Lebensspenderin[4]

## Kult
Es sind nicht sehr viele Hymnen an Gula überliefert. Eine Hymne ruft ihre Hilfe gegen den erzürnten Stadtgott an. Sie wird gebeten, bei Marduk für den Bittsteller zu intervenieren. Ein anderes Gebet ruft sie an, weil üble Omen aufgetreten sind, der Bittsteller, der die Hand zu ihr erhebt, einen Traum gehabt hatte und eine Mondfinsternis eingetreten war und der Bittsteller sich fürchtet. Berühmt ist die Hymne von Bullussa-rabi aus der Regierungszeit von Nazi-Maruttaš (1307–1282 v. Chr.), die durch Keilschriften aus der Bibliothek des assyrischen Königs Aššur-bāni-apli (668–631 v. Chr.) in Ninive überliefert ist.

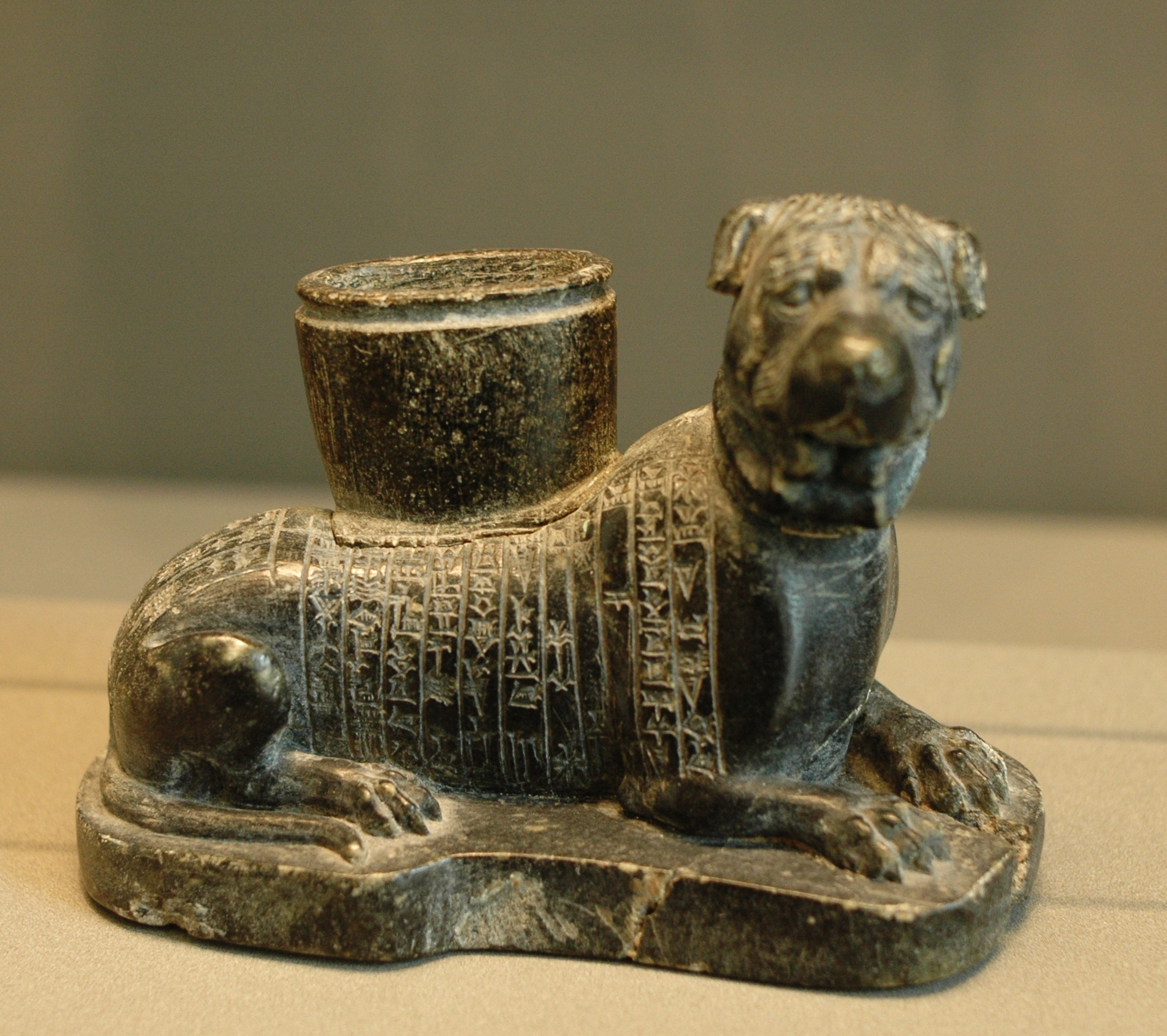
Votivstatuette eines Hundes mit Schale zum Anmischen von Heilkräutern, Fund aus Girsu (Tello), 19. Jh. v. Chr., Musée du Louvre

Ein Tempel für Gula wurde 1972 durch McGuire Gibson von der Universität Chicago in Nippur ausgegraben. Das Gebäude stammt aus der Zeit zwischen 1600 und 1200 v. Chr., die fünf Bauschichten reichen jedoch bis 3000 v. Chr. zurück.
Die Gläubigen opferten der Göttin eherne und irdene Hundefiguren und anthropomorphe Figurinen, die auf einen erkrankten Körperteil weisen.